# Giuseppe Galloni (Musiker)
Giuseppe Galloni (auch: Giuseppo Galloni; * im 17. Jahrhundert in Florenz; † 1711 oder später) war ein italienischer Violinist, Kurfürstlich und Königlicher Konzertmeister in Hannover sowie „Kaiserlicher Hof- und Kammermusiker“ in Wien.

## Leben
Giuseppe Galloni stand im 17. Jahrhundert zeitweilig als Virtuose in den Diensten des Serenissimo von Modena.
Von 1680 bis März 1685 war ein Gioseffo Galloni erstmals in Wien angestellt.
Zwar schien noch Anfang des 21. Jahrhunderts ungeklärt, ob dieser Giuseppe Galloni derjenige war, den der Herzog und künftige Kurfürst von Braunschweig-Lüneburg, Ernst August von Braunschweig-Calenberg, im Jahr 1886 bei einem seiner Besuche in Venedig für seine eigene Hofkapelle anwarb. Doch nachdem bei dem Hofkapellmeister in Modena, Antonio Giannettini, am 5. Oktober 1688 zumindest die zeitweilige „Entleihung“ des dort angestellten Tenors Antonio Borosini und des Violinisten Galloni akzeptiert worden war, konnte der Kurfürstlich Hannoversche Hofkapellmeister Agostino Steffani mit gleich zwei herausragenden italienischen Musikern in der Residenzstadt Hannover mit den Proben zu der Oper Enrico Leone (übersetzt: „Heinrich der Löwe“) beginnen. Nachdem mit der Uraufführung zugleich auch die Eröffnung des Schlossopernhauses im Beisein höchster Adelshäupter unmittelbar bevorstand, konnte Kurfürstin Sophie von der Pfalz ihrem Hofdichter und Sekretär, dem Universalgelehrten Gottfried Wilhelm Leibniz, bereits am 2. Januar 1689 berichten, das die Erinnerung an Heinrich den Löwen von schönen Stimmen wiederbelebt würden; die Galloni zur Uraufführung mit seiner Violine untermalen sollte.
Nach älteren Darstellungen soll Hannovers Kurfürst Ernst August den Violinisten Galloni 1691 in Venedig für Hannover engagiert haben, möglicherweise, um von 1691 bis 1695 am hannoverschen Schlossopernhaus ersatzweise den wohl am Schlosshof von Osnabrück agierenden Konzertmeister Jean Baptiste Farinelli zu vertreten. Die genaue Klärung erwies sich bisher als schwierig, da sich bis Ende des 20. Jahrhunderts einerseits wohl keinerlei konkrete hannoversche Kammerrechnungen mit dem Namen Gallonis fanden, wenngleich andererseits eine Rechnung mit dem Datum 23. November und dem Namen Galloni in Hannover dokumentiert wurde.
Um 1695 ging Galloni nach Wien, wo er als „Kaiserlicher Hof- und Kammermusiker jubilatus“ aufgetreten sein soll und bis zum 1. Oktober 1711 angestellt war, jedoch von dem Historiker Ludwig von Köchel als Gioseffo Galloni für eine andere Person gehalten wurde.